# شيفال زهيروفيتش
شيفال زهيروفيتش مواليد 2 أبريل 1972 في جمهورية يوغوسلافيا الاشتراكية الاتحادية، هو لاعب كرة قدم بوسني دولي سابق كان يلعب كمهاجم. لعب خلال مسيرته 237 مباراة سجل خلالها 88 هدفاً.

## المسيرة الاحترافية

### أندية لعب لها
- نادي ساراييفو
- نادي كارنتين
- نادي رودار فيلينيه

## روابط خارجية
- شيفال زهيروفيتش على موقع قاعدة بيانات كرة القدم.إي يو (الإنجليزية)
- شيفال زهيروفيتش على موقع ناشيونال فوتبول تيمز (الإنجليزية)